# العلاقات الأرمنية المصرية
العلاقات الأرمينية المصرية تشير إلى العلاقات الثنائية بين دولة أرمينيا ودولة مصر.

## نبذة تاريخية

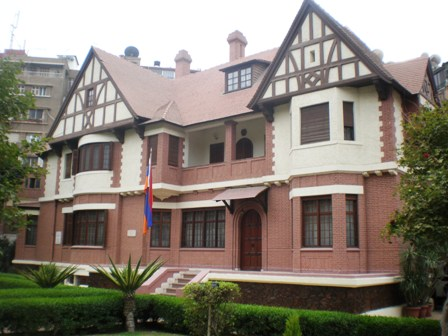
مقر سفارة أرمينيا في مصر.

عقب استقلال أرمينيا عن الاتحاد السوفيتي كانت مصر من أوائل الدول التي اعترفت باستقلال أرمينيا، وتم التوقيع على اتفاقية إقامة العلاقات الدبلوماسية في 1992، وافتتحت السفارة المصرية في يريفان في مايو 1993 بينمافتتحت السفارة الأرمينية في القاهرة في مارس عام1992 .
أهم ما يميز العلاقات السياسية بين البلدين هو تقدير أرمينيا لموقف مصر المحايد من نزاع ناجورنوكراباخ، وكذلك استضافة مصر للأرمن الفارين من المذابح التي تمت ضدهم، ودمجهم في المجتمع المصري .
اكتسبت العلاقات المصرية الأرمينية دفعة قوية عقب زيارة الرئيس الأرميني الأسبق روبيرت كوتشاريان للقاهرة في أبريل 2007 ، وقد التقى سيادته خلالها بكل من السيد الرئيس ورئيس مجلس الشعب ورئيس الوزراء وكبار المسئولين، وقد تم التوقيع أثناء الزيارة على تسع اتفاقات غطت مجالات التعاون المتعددة .
شهدت بداية عام 2010 تنامي في وتيرة زيارات كبار المسئولين الأرمن إلى مصر، حيث قام السيد هوفيك أبراهاميان رئيس البرلمان الأرميني بزيارة إلى مصر خلال الفترة من 16-18 يناير2010، وقام السيد نيرسيس يريتسيان وزير الاقتصاد الأرميني على رأس وفد ضم عمدة يريفان وكبار مسئولي وزارته بزيارة إلى القاهرة خلال الفترة من 31 مايو الماضي إلى 2 يونيه الجاري، وأخيراً قامت السيدة هارنوش هوكبيان وزيرة شئون الشتات الأرمينية بزيارة خاصة إلى مصر خلال الفترة من 11-13 يونيه الجاري، استقبلها خلالها السيد الوزير أحمد أبو الغيط.
يلعب الصندوق المصري للتعاون الفنى مع دول الكومنولث دوراً هاماً جداً في تدعيم العلاقات الثنائية بين البلدين، فأرمينيا تشعر بالامتنان لما يقدمه الصندوق من مساعدات، سواء في شكل دورات تدريبية في مختلف المجالات أو في شكل مساعدات مالية وفنية، وربما يزيد من شعور التقدير أن هذه المساعدات تأتي من دولة نامية مما يمنحها معنى أعمق.
ولا شك أن المساعدات التي يقدمها الصندوق لها تأثير إيجابي على مواقف أرمينيا المؤيدة دائماً لمصر في المحافل الدولية، سواء بالنسبة للترشيحات أو لمشروعات المقدمة من مصر، وإن كان موقف أرمينيا الإيجابي تجاه مصر يرجع أيضاً إلى الموقف المصري الملتزم بالحياد ما بين أرمينيا وأذربيجان في نزاعهما حول إقليم ناجورنو كاراباخ.
تعتبر أرمينيا ثاني أكبر الدول التي استفادت من الدورات التي ينظمها الصندوق منذ إنشائه وحتى نهاية عام 2008 ، حيث قام الصندوق بتدريب 1669 من الكوادر الأرمينية في عدة تخصصات .
تقدم مصر 7 منح دراسية سنوية للطلاب الأرمن في مجال دراسة اللغة العربية لمدة عام بالقاهرة.
شاركت مصر في المهرجان الغنائي الدولي الثاني رينايسانيس الذي أقيم خلال الفترة من 5-13 مايو2010 في مدينة جومري ـ ثاني أكبر المدن الأرمينيةـ. وقد فازت طالبة معهد الكونسفتوار غادة محمد سمير بالمركز الأول في مسابقة السيدات فئة الغناء الإوبرالي، والمركز الثاني على كافة المشاركين وعددهم 357 من 14 دولة.
يوجد اتفاق في مجال تشجيع وحماية الاستثمارات موقع في 1996، وأخر في مجال تجنب الازدواج الضريبي موقع في2005، بالإضافة إلى عدد من مذكرات التفاهم وبرامج تنفيذية موقعة بين الجهات المصرية ونظيرتها الأرمينية في مجالات مختلفة منها التعليم – الثقافة- الإذاعة والتليفزيون- التجارة- المعارض- علوم الأرض.
وقعت مصر وجورجيا على اتفاق إقامة العلاقات الدبلوماسية في 11 مايو 1992. ويوجد لجورجيا تمثيل مقيم في مصر، حيث تقوم سفارتها بالإشراف أيضاً على العلاقات مع كل من سوريا ولبنان كتمثيل غير مقيم، ويقدر مسئولو جورجيا كون مصر أول دولة عربية وأفريقية تعترف باستقلال جورجيا وتقيم علاقات دبلوماسية معها.

## أبرز الزيارات الثنائية
- قام السيد الوزير أحمد أبو الغيط في 25 مايو 2010 بزيارة جورجيا حيث التقى سيادته بكل من فخامة الرئيس ميخائيل ساكشفيلي رئيس جورجيا ورئيس البرلمان ووزير الخارجية الجورجي، وقد حظيت الزيارة بحفاوة بالغة من قبل المسئولين الجورجيين بوصفها الزيارة الأولي لوزير خارجية مصري إلى جورجيا منذ استقلالها، وقد هدفت الزيارة إلى دفع العلاقات الثنائية، وعقد مشاورات حول الموضوعات السياسية الإقليمية والدولية ذات الاهتمام المشترك. كما تم التوقيع خلال الزيارة على اتفاقية تجنب الازدواج الضريبي بين البلدين.
- قام السيد نيكا جيلاوري رئيس الوزراء الجورجي بزيارة مصر خلال الفترة من 19-21 يناير 2010 ، وعقد على هامش الزيارة فعاليات الدورة الثانية للجنة المصرية الچورچيه المشتركة للتعاون الاقتصادي والفني والعلمي، وقد رأستها عن الجانب المصري السيدة فايزة أبو النجا وزيرة التعاون الدولي وعن الجانب الچورچي السيد وزير التنمية الاقتصادية كما شارك فيها ممثلي عدد من الجهات الحكومية ورجال الأعمال.
- قام السيد جريجول فاشادزه وزير خارجية جورجيا بزيارة للقاهرة في أبريل 2009، التقى خلالها بكل من السيد رئيس الوزراء والسادة وزراء الخارجية والتجارة والصناعة والبترول والسياحة. كما قام السيد وزير المالية الجورجي بزيارة رسمية لمصر في مايو 2009، التقى خلالها بالسادة وزراء التجارة والنقل والمالية والزراعة، كما التقى بأعضاء جمعية رجال الأعمال المصريين .
- يقوم السيد السفير وحيد الدين جلال بزيارات دورية إلى تبليسي، وذلك لبحث تطورات العلاقات الثنائية والقضايا الإقليمية والدولية ذات الاهتمام المشترك.

## الإطار التعاقدي
يتضمن الإطار التعاقدي بين البلدين أكثر من 15 اتفاقية ومذكرة تفاهم وبرامج تنفيذية تغطي شتى مجالات التعاون منها اتفاقية لتشجيع وحماية الاستثمارات، واتفاقية للتعاون في مجال مكافحة الجريمة، واتفاقية للتعاون الاقتصادي والفني والعلمي بين البلدين، وقد شهد عام 2010 التوقيع على ما يلي :
- اتفاقية لإعفاء حاملي جوازات السفر الدبلوماسية والخاصة ولمهمة من تأشيرات الدخول.
- بروتوكول حول المشاورات السياسية بين البلدين.
- اتفاقية للتعاون السياحي بين حكومتي البلدين.
- اتفاقية في مجال النقل البحري.
- اتفاقية في مجال النقل الجوي .
- اتفاقية للتجارة بين البلدين.
- اتفاقية للتعاون بين الحكومتين في مجال الثقافة والتعليم والعلوم.
- مذكرة تفاهم للتعاون بين دار الكتب والوثائق المصرية والمكتبة الوطنية الجورجية.
- اتفاقية بشأن المساعدة القضائية المتبادلة في المواد الجنائية.
- اتفاقية للتعاون بين وكالتي الأنباء الرسميتين في البلدين.
- اتفاق في مجال التعاون الجمركي والمساعدة المتبادلة
- اتفاقية بشأن تسليم المجرمين.
- اتفاقية للتعاون في مجال الجريمة المنظمة.
- اتفاقية للتعاون في المجال القانوني.
- برنامج تنفيذي للتعاون السياحي.
- اتفاق للتعاون بين كلية طب القاهرة وجامعة يريفان الحكومية.
- اتفاقية بين اتحاد رجال الأعمال وغرفة الصناعة المصرية واتحاد رجال الأعمال الأرمن لتشكيل مجلس أعمال مصري أرميني مشترك.
- يناير 2010 : في ختام أعمال الدورة الثانية للجنة المصرية الچورچيه المشتركة للتعاون الاقتصادي والعلمي والفني التي عقدت في القاهرة، تم التوقيع على مذكرة تفاهم بين مينائي الإسكندرية وبوتى وعلى اتفاق إنشاء غرفة تجارية مشتركة، وكذلك على برنامج تنفيذي للتعاون في مجال السياحة.
- 25مايو 2010 : خلال زيارة السيد الوزير أحمد أبو الغيط إلى تبليسي، تم التوقيع على اتفاقية منع الازدواج الضريبي، وكذلك مذكرتي تفاهم للتعاون بين دار الكتب والوثائق القومية المصرية والأرشيف الوطني الجورجى في مجالي المكتبات والوثائق.
- يوجد اتفاق في مجال تشجيع وحماية الاستثمارات موقع في 1996، وأخر في مجال تجنب الازدواج الضريبي موقع في2005، بالإضافة إلى عدد من مذكرات التفاهم وبرامج تنفيذية موقعة بين الجهات المصرية ونظيرتها الأرمينية في مجالات مختلفة منها التعليم – الثقافة- الإذاعة والتليفزيون- التجارة- المعارض- علوم الأرض.